# Moqueur à ailes blanches
Mimus triurus
Espèce
Statut de conservation UICN

 LC  : Préoccupation mineure
Le Moqueur à ailes blanches (Mimus triurus) est une espèce de passereau de la famille des Mimidae.
Il vit en Amérique du Sud (Gran Chaco et désert de Monte en particulier).